# Josef Haiböck
Josef Haiböck (* 28. Februar 1917 in Linz; † 3. Juli 2002, ebenda) war ein österreichischer Offizier, der im Bundesheer der Ersten Republik Österreich, in der Luftwaffe der Wehrmacht und im österreichischen Bundesheer diente. Er ging als Generalmajor in den Ruhestand.

## Leben
Josef Haiböck wurde am 28. Februar 1917 als Sohn des Hilfsarbeiters Michael Haiböck und dessen Ehefrau Rosa (geborene Mayrhofer) in Linz geboren und am 1. März 1917 auf den Namen Josef getauft. In seiner Kindheit und Jugend trat er als Turner in Erscheinung.
Haiböck trat 1937 in die Luftwaffe des Bundesheeres ein und wurde nach dem Anschluss Österreichs in die Luftwaffe der Wehrmacht übernommen. Dort diente er ab 1. September 1939 als Leutnant in der 9. Staffel des Jagdgeschwaders 26. Mit diesem Geschwader, das über Jagdmaschinen vom Typ Messerschmitt Bf 109 verfügte, nahm er ab Mai 1940 mit der Luftflotte 2 am Westfeldzug teil. Anschließend folgte ab August 1940 die Luftschlacht um England. Nach seiner Beförderung zum Oberleutnant am 27. September 1940 übernahm er ab 6. Dezember 1941 die Funktion eines Staffelkapitäns in der 1. Staffel. Nach Beginn des Deutsch-Sowjetischen Krieges blieb sein Geschwader als einziges Jagdgeschwader neben dem Jagdgeschwader 2 in Frankreich stationiert. Es wurde darum als erstes mit dem neuen Jäger Focke-Wulf Fw 190 ausgerüstet. Nach seiner Beförderung zum Hauptmann am 1. Februar 1943 wechselte er zur 1. Staffel des Jagdgeschwaders 52, das zu diesem Zeitpunkt der Luftflotte 4 an der Ostfront unterstellt war. Mit dieser Staffel nahm er am Unternehmen Zitadelle teil. Am 17. Oktober 1943 erhielt er das Deutsche Kreuz in Gold und wechselte am 8. Februar 1944 als Gruppenkommandeur zur I. Gruppe des Jagdgeschwaders 3. Dort wurde er am 25. Februar 1944 von einer US-amerikanischen P-47 abgeschossen und schwer verletzt. Er verbrachte den Rest des Krieges, bis zur bedingungslosen Kapitulation der Wehrmacht, im Lazarett, wo er am 9. Juni 1944 mit dem Ritterkreuz des Eisernen Kreuzes ausgezeichnet wurde. Zu diesem Zeitpunkt hatte er bereits 74 feindliche Flugzeuge abgeschossen. Insgesamt flog er 604 Einsätze bei 77 Luftsiegen.
Im  Jahre 1956 trat er in die Luftstreitkräfte des Bundesheeres ein und war 1975 als Generalmajor Kommandeur der Fliegerdivision. Er ging 1977 in den Ruhestand.